# Archineura incarnata
Archineura incarnata е вид водно конче от семейство Calopterygidae. Видът е незастрашен от изчезване.

## Разпространение
Разпространен е в Китай (Анхуей, Гуандун, Гуанси, Гуейджоу, Джъдзян, Дзянси, Съчуан, Фудзиен, Хубей и Хунан).

## Описание
Популацията на вида е намаляваща.